# Gällrödtjärnarna
Gällrödtjärnarna är en sjö i Härjedalens kommun i Härjedalen och ingår i Ljusnans huvudavrinningsområde. Sjön har en area på 0,212 kvadratkilometer och ligger 814 meter över havet.

## Delavrinningsområde
Gällrödtjärnarna ingår i det delavrinningsområde (691263-136604) som SMHI kallar för Utloppet av Gällrödtjärnarna. Medelhöjden är 843 meter över havet och ytan är 2,82 kvadratkilometer. Det finns inga avrinningsområden uppströms utan avrinningsområdet är högsta punkten. Vattendraget som avvattnar avrinningsområdet har biflödesordning 5, vilket innebär att vattnet flödar genom totalt 5 vattendrag innan det når havet efter 324 kilometer. Avrinningsområdet består mestadels av skog (29 procent) och kalfjäll (63 procent). Avrinningsområdet har 0,21 kvadratkilometer vattenytor vilket ger det en sjöprocent på 7,5 procent.